# Соломоновы Острова на летних Олимпийских играх 1992
Соломоновы Острова принимали участие в Летних Олимпийских играх 1992 года в Барселоне (Испания) в третий раз за свою историю, но не завоевали ни одной медали. Страну представлял один тяжелоатлет.

## Тяжёлая атлетика
Спортсменов — 1
| Спортсмен | Категория | Масса | Рывок | Рывок | Рывок | Толчок | Толчок | Толчок | Всего | Место |
| Спортсмен | Категория | Масса | 1     | 2     | 3     | 1      | 2      | 3      | Всего | Место |
| --------- | --------- | ----- | ----- | ----- | ----- | ------ | ------ | ------ | ----- | ----- |
| Лесли Ата | 75 кг     | 74,95 | 105   | 105   | 105   | 130    | 130    | 135    | 235   | 29    |